# Uceda
Uceda község Spanyolországban, Guadalajara tartományban. Uceda Valdepeñas de la Sierra, Casa de Uceda, El Cubillo de Uceda, El Casar, Valdepiélagos, Talamanca de Jarama, El Vellón, Torrelaguna, Torremocha de Jarama és Patones községekkel határos. Lakosainak száma 3303 fő (2024).

## Népesség
A település népessége az utóbbi években az alábbiak szerint változott:
| Lakosok száma | 981  | 1575 | 1900 | 2338 | 2604 | 2651 | 2597 | 2616 | 2933 | 3303 |
|               | 2001 | 2004 | 2006 | 2009 | 2011 | 2014 | 2016 | 2019 | 2021 | 2024 |